# Engelsplatz 6 (Mösthinsdorf)

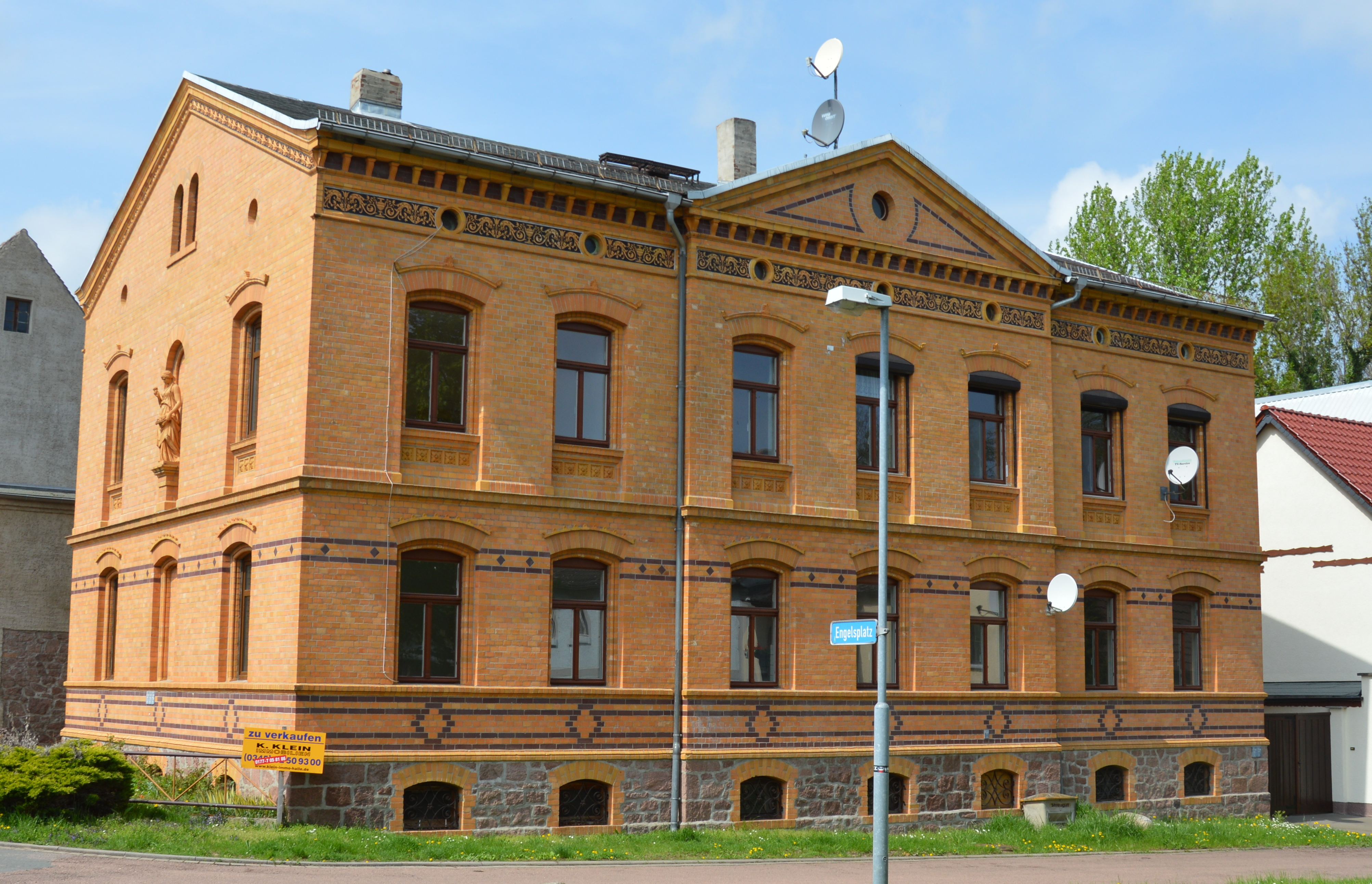
Engelsplatz 6 im Jahr 2018

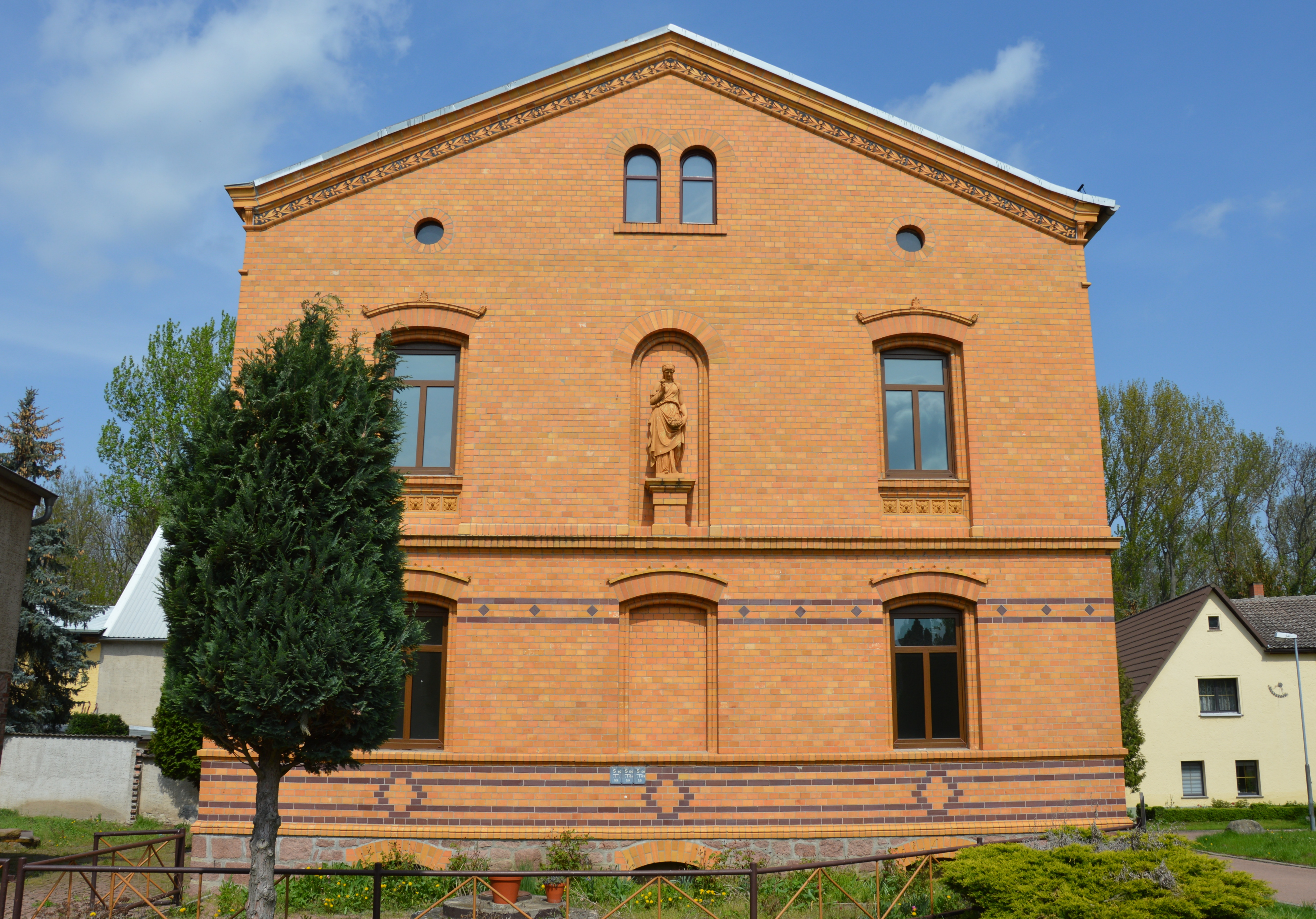
Südgiebel

Engelsplatz 6 ist ein denkmalgeschütztes Wohnhaus im zur Gemeinde Petersberg gehörenden Dorf Mösthinsdorf in Sachsen-Anhalt.
Es befindet sich auf der Westseite des Engelsplatz im Ortszentrum des Dorfs.

## Architektur und Geschichte
Der zweigeschossige Ziegelbau entstand Ende des 19. Jahrhunderts. Die zum Engelsplatz zeigende achtachsige Ostfassade ist mit Verzierungen versehen und prägend für das Ortsbild. Die mittleren drei Achsen treten als flacher Risalit hervor und sind von einem Dreiecksgiebel bekrönt. In der südlichen Giebelseite ist mittig im Obergeschoss eine allegorische Frauenfigur angeordnet. 
Das Gebäude wurde von 2018 bis 2023 umfangreich saniert und mit einem Anbau inklusive Liftanlage ergänzt. Es entstanden vier barrierefreie Wohnungen, außerdem wurde das Dachgeschoss für Gemeinschaftsangebote nutzbar gemacht.
Im Denkmalverzeichnis des Landes Sachsen-Anhalt ist das Wohnhaus unter der Erfassungsnummer 094 55347 als Baudenkmal verzeichnet.